# Stepove, Velîka Oleksandrivka
Stepove (în ucraineană Степове) este un sat în comuna Cikalove din raionul Velîka Oleksandrivka, regiunea Herson, Ucraina.

## Demografie
Componența lingvistică a localității Stepove
     Ucraineană (94,74%)
     Română (4,51%)
     Alte limbi (0,75%)
Conform recensământului din 2001, majoritatea populației localității Stepove era vorbitoare de ucraineană (94,74%), existând în minoritate și vorbitori de română (4,51%).